# 중력 공포증
중력 공포증(barophobia)은 중력에 대하여 비합리적인 공포감을 갖는 것으로, 특정 공포증에 속한 공포증 중의 하나이다. 이 공포증을 가지고 있는 사람은 역시 낙하 공포증을 동반할 가능성이 높은데, 그 이유는 낙하 공포증 역시 중력과 관련되었기 때문이다.
중력 공포증의 영어 낱말 barophobia은 그리스어 낱말에서 비롯된 것으로, 무게를 뜻하는 βάρος와 공포를 뜻하는 φόβος가 결합된 것이다.